# Hymn Prus Zachodnich
Westpreußenlied – pieśń uważana za hymn Prus Zachodnich, śpiewana do dzisiaj na różnych zjazdach byłych mieszkańców Prus Zachodnich. Pieśń powstała w 1902 roku. Tekst napisał Paul Felske, a muzykę Hugo Hartmann.
Westpreußenlied

(powtarza się dwa ostatnie wiersze każdej zwrotki)

I

Westpreußen, mein lieb' Heimatland

Wie bist du wunderschön

Mein ganzes Herz, dir zugewandt

Soll preisend dich erhöh'n

Im Weichselgau ich Hütten bau' 

Wo Korn und Obst der Flur entsprießt

Wo Milch und Honig fließt

II

O Land, durch deutsche Tüchtigkeit

Und deutschen Fleiß erblüht

Dir schwört mein Herz Ergebenheit

Und Treue mein Gemüt

Durch deutsche Kraft und Wissenschaft

Sei deutsches Wesen, deutsche Art

Dir allezeit gewahrt

III

Wie lieblich grüßen Wald und Feld

Manch blauer See im Tal

Drum steht mir auf der ganzen Welt

Kein schöner Land zur Wahl

Im Weichselgau auf blumiger Au

Will ich dereinst begraben sein

Geh ich zur Ruhe ein